# Notopleura torrana
Notopleura torrana är en måreväxtart som beskrevs av Charlotte M. Taylor. Notopleura torrana ingår i släktet Notopleura och familjen måreväxter. Inga underarter finns listade i Catalogue of Life.